# Міклушевці
Міклушевці (хорв. Mikluševci, русин. Миклошевци) — село на сході Хорватії, в області Славонія, за 18 км на схід від Вуковара. Адміністративно належить до громади Томпоєвці, що в складі Вуковарсько-Сремської жупанії. Населене переважно русинами.

## Демографія
У 1991 році населення села становило 673 особи, з яких 493 русини (73,25%), 76 сербів (11,29%), 49 хорватів (7,28%), 20 югославів (2,97%), 7 українців (1,04%), 7 угорців (1,04%) та 20 інших i невизначених . Перед початком війни за незалежність Хорватії Міклушевці населяли 648 осіб, серед яких був 521 русин, 73 серби, 2 українці, 1 німець і 7 осіб, які не зазначили свою національність.
Населення за даними перепису 2011 року становило 378 осіб.
Динаміка чисельності населення поселення:

## Історія

### Давня історія
Вперше село згадується 1758 року як Міклушевці. У селі було 30 будинків і його населяли давні волохи з території Сербії. Вважається, що село чи поселення існувало задовго до того під назвою Джакра в часи турецького панування у Сремі. Але матеріальні сліди сягають далі в минуле і говорять про густонаселену територію маленьких сіл Дражиновці, Каішевац. Матеріальним свідченням є тополя (біла тополя) віком близько 370 років, що росте на північно-західній околиці села, на перетині трьох доріг, які ведуть по-старому (до будівництва асфальтованої дороги) до Вуковара, до населеного пункту Грабово, однойменного озера та нинішнього села Чаковці. Дерево має 3,7 метра в діаметрі і, як передбачається, було посаджене в добу турецького владарювання перед виникненням назви населеного пункту Міклушевці. Сьогодні дерево є символом села.
До турецького завоювання немає ніяких матеріальних свідчень з цієї місцевості, за винятком однієї карти, яка зберігається у міському музеї Вуковара і на якій зазначено село Дунбастра у південно-східній частині Міклушевців та нинішній ліс Єлаш. 
У середині XIX століття тут оселяються русини. Русини переселяються з-під Мішкольца, що в сучасній Угорщині, та мають мадяризовані прізвища (Чордаш, Ковач, Ковбас, Вереш, Орос та ін.), а також з південно-західних районів Карпат (з прізвищами Мудрий, Лікар, Хірьоваті, Папуга тощо). Заселення триває близько 30 років, і частина прибулих русинів залишається у Воєводині в Руському Керестурі, а частина осідає у Міклушевцях. Русинів оселяється 150 сімей або 600 душ, з огляду на те, що тоді сім'ї були численнішими. Русини розширюють і розвивають поселення, зводять греко-католицьку церкву, школу і стають національною більшістю у селі, що перед  Першою світовою війною налічувало 956 жителів, з яких було 92 відсотки русинів. Православними залишилися приблизно 15 осель з невеликою церквою.

### Новітня історія
Міклушевці зазнали серйозної шкоди впродовж Вітчизняної війни 1991-1995 рр. Сербські заколотники за підтримки ЮНА захопили село 8 жовтня 1991, а велика частина сільчан покинула домівки. Під час війни свої життя на захист батьківщини віддали 9 жителів села. 2 листопада 1997 року група колишніх мешканців Міклушевців уперше після шести років окупації відвідала автобусом зруйноване село і місцеве кладовище. 5 лютого 2009 року Рада з питань воєнних злочинів Вуковарського окружного суду засудила дванадцять осіб на різні строки за воєнні злочини проти цивільного населення у Міклушевцях.

## Клімат
Середня річна температура становить 11,12°C, середня максимальна – 25,20°C, а середня мінімальна – -5,52°C. Середня річна кількість опадів – 661 мм.
| Клімат поселення                              | Клімат поселення | Клімат поселення | Клімат поселення | Клімат поселення | Клімат поселення | Клімат поселення | Клімат поселення | Клімат поселення | Клімат поселення | Клімат поселення | Клімат поселення | Клімат поселення | Клімат поселення |
| Показник                                      | Січ.             | Лют.             | Бер.             | Квіт.            | Трав.            | Черв.            | Лип.             | Серп.            | Вер.             | Жовт.            | Лист.            | Груд.            |                  |
| Середній максимум, °C                         | 6,00             | 7,80             | 12,24            | 16,98            | 22,34            | 25,20            | 25,03            | 24,75            | 20,72            | 15,26            | 9,38             | 5,67             |                  |
| Середня температура, °C                       | 0,24             | 2,00             | 6,50             | 11,22            | 16,57            | 19,42            | 21,15            | 20,85            | 16,81            | 11,37            | 5,50             | 1,78             |                  |
| Середній мінімум, °C                          | −5,52            | −3,75            | 0,69             | 5,44             | 10,78            | 13,67            | 17,26            | 16,98            | 12,92            | 7,50             | 1,60             | −2,11            |                  |
| Норма опадів, мм                              | 42               | 38               | 41               | 52               | 61               | 86               | 69               | 61               | 49               | 51               | 59               | 52               |                  |
| Середньомісячна швидкість вітру, м/с          | 2.20             | 2.49             | 2.83             | 2.70             | 2.44             | 2.20             | 2.20             | 2.00             | 2.00             | 2.20             | 2.28             | 2.30             |                  |
| Середньомісячна сонячна радіація, кДж/м²·день | 4373             | 7139             | 11159            | 15675            | 19380            | 21615            | 22263            | 20415            | 15194            | 9625             | 4986             | 3646             |                  |
| --------------------------------------------- | ---------------- | ---------------- | ---------------- | ---------------- | ---------------- | ---------------- | ---------------- | ---------------- | ---------------- | ---------------- | ---------------- | ---------------- | ---------------- |
| Джерело:                                      |                  |                  |                  |                  |                  |                  |                  |                  |                  |                  |                  |                  |                  |

## Культурні заходи
- Міклушевецьке літо (хорв. Mikluševačko ljeto) —  культурний захід русинів і українців
- Культурно-мистецьке товариство «Міклушевці» (різні танцювальні та жіноча співоча групи)
- Молодша група дитячих танців і співу та старша група танців і співу

## Освіта
У селі є чотирикласна початкова школа, після якої учні продовжують своє навчання у восьмикласній школі села Чаковці.

## Спорт
- Спортивне товариство русинів Міклушевців
- Спортивне риболовецьке об'єднання «Ліняк Міклушевці»

## Галерея

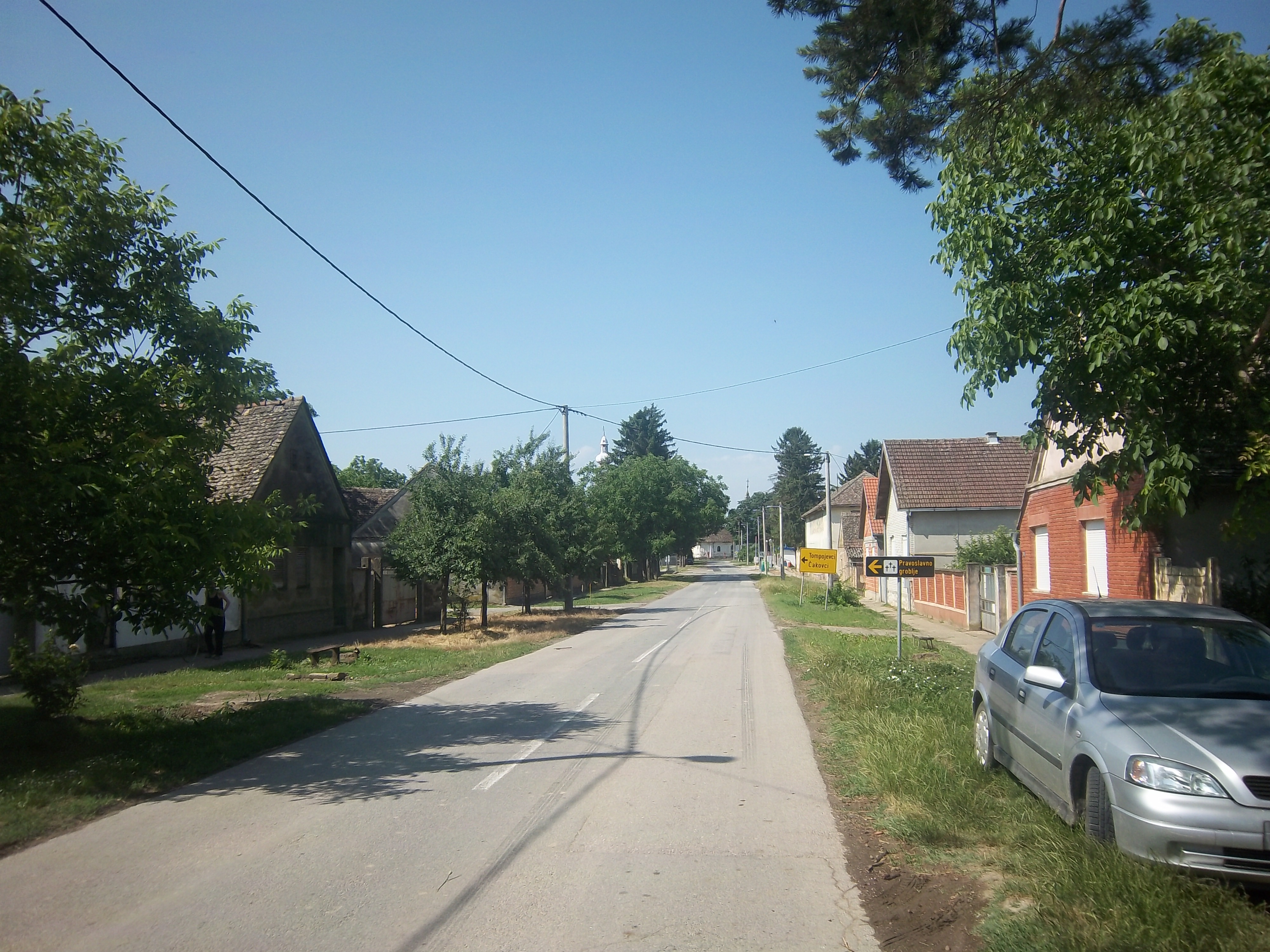
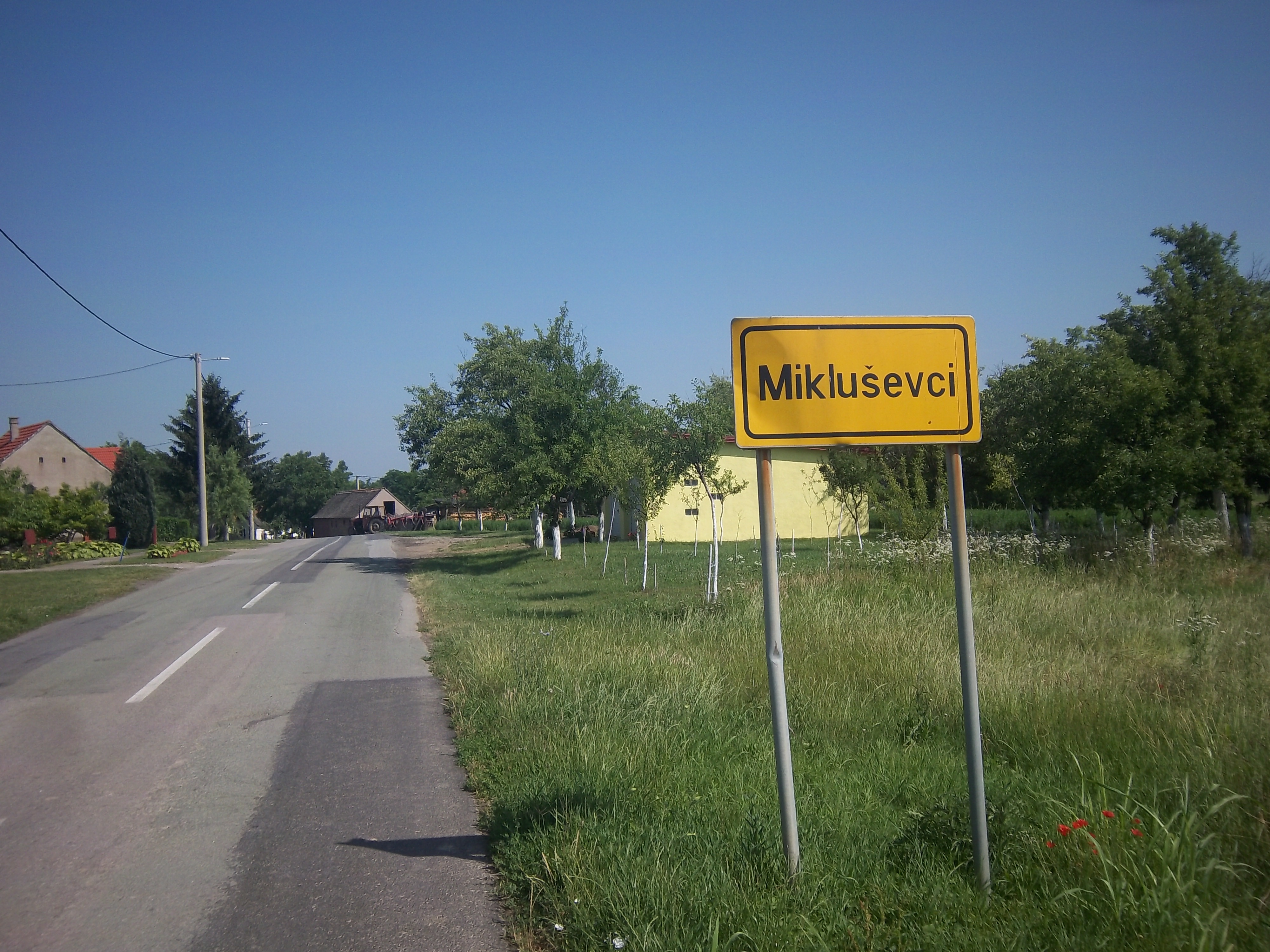
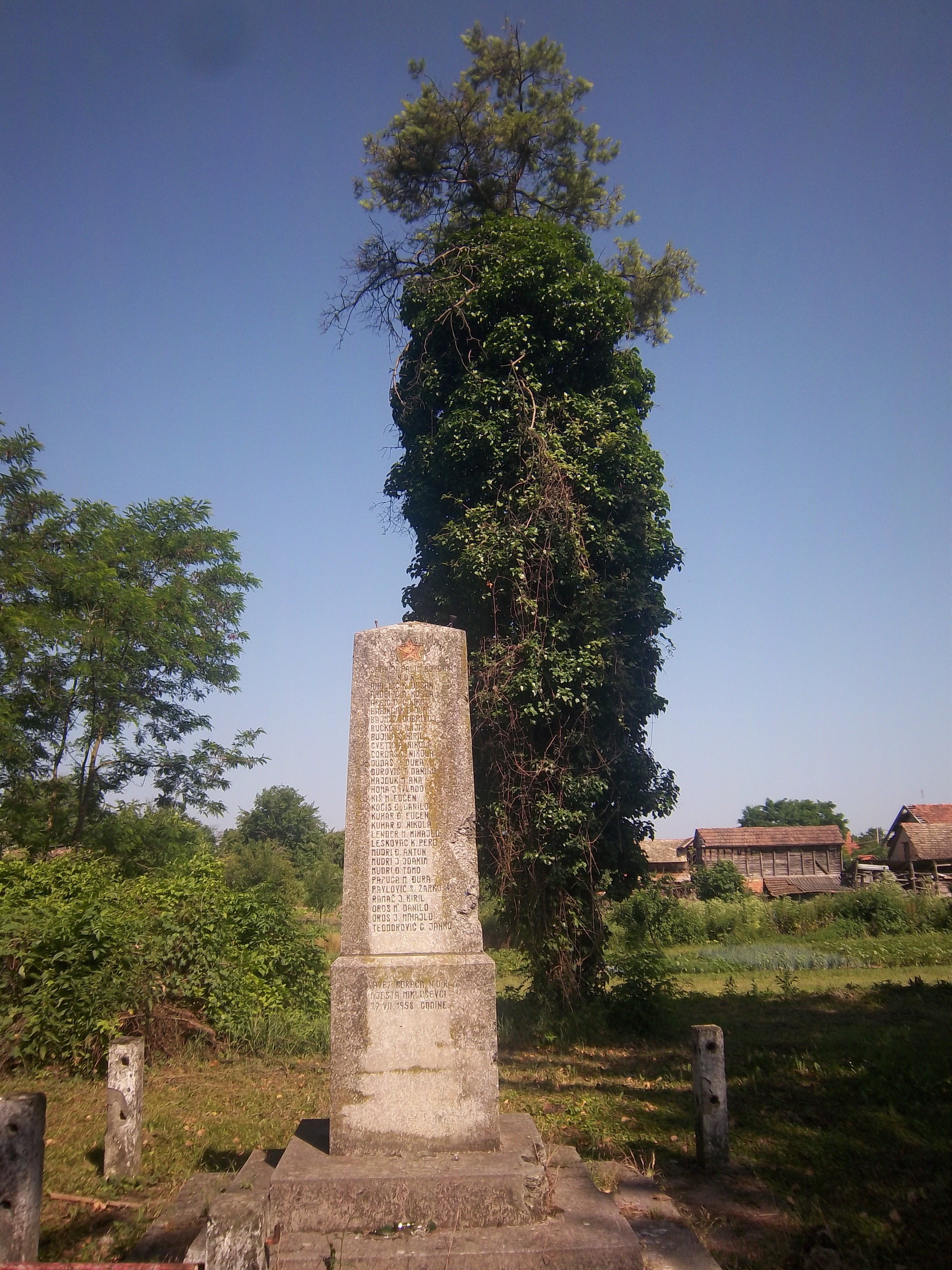
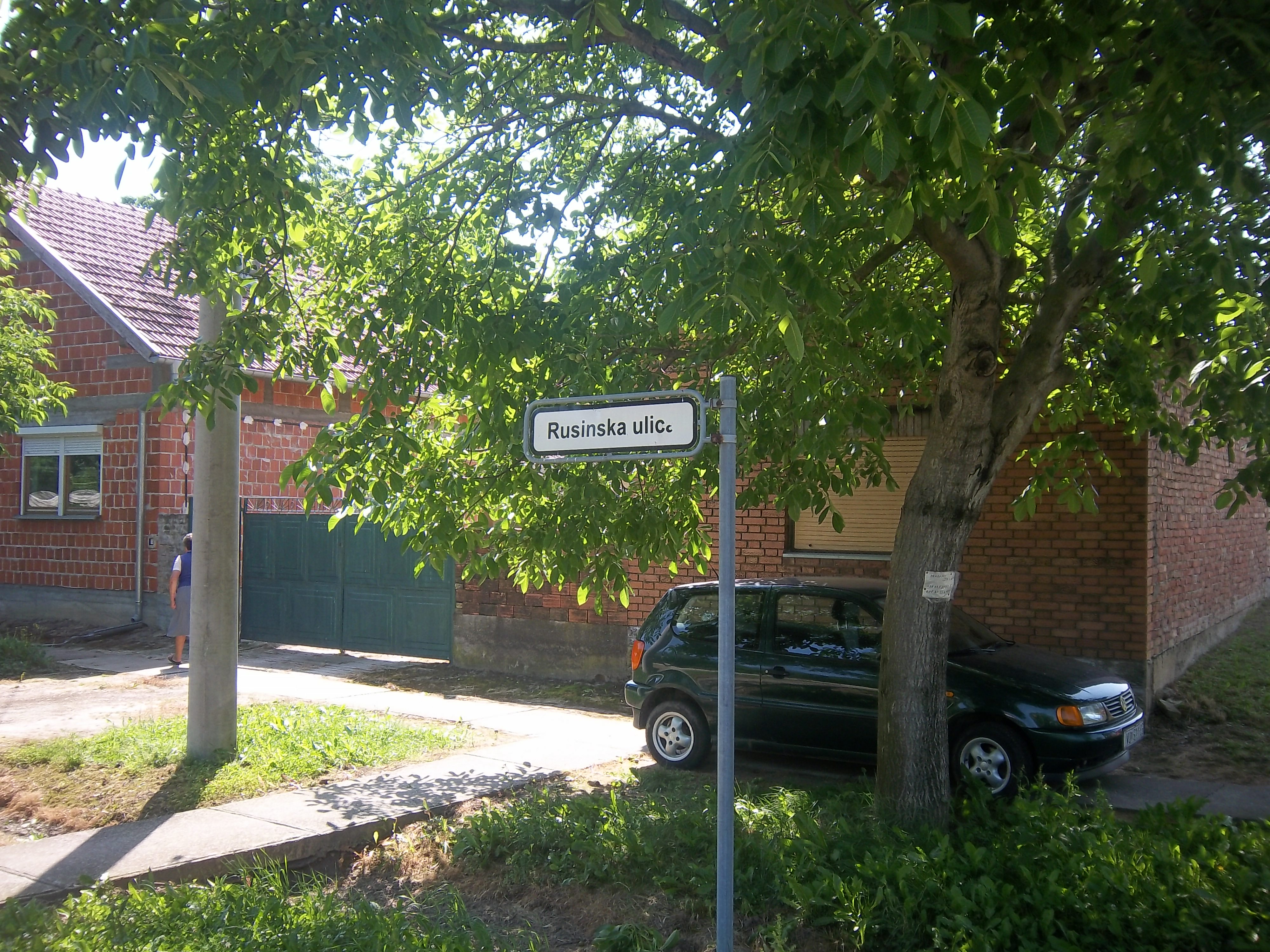
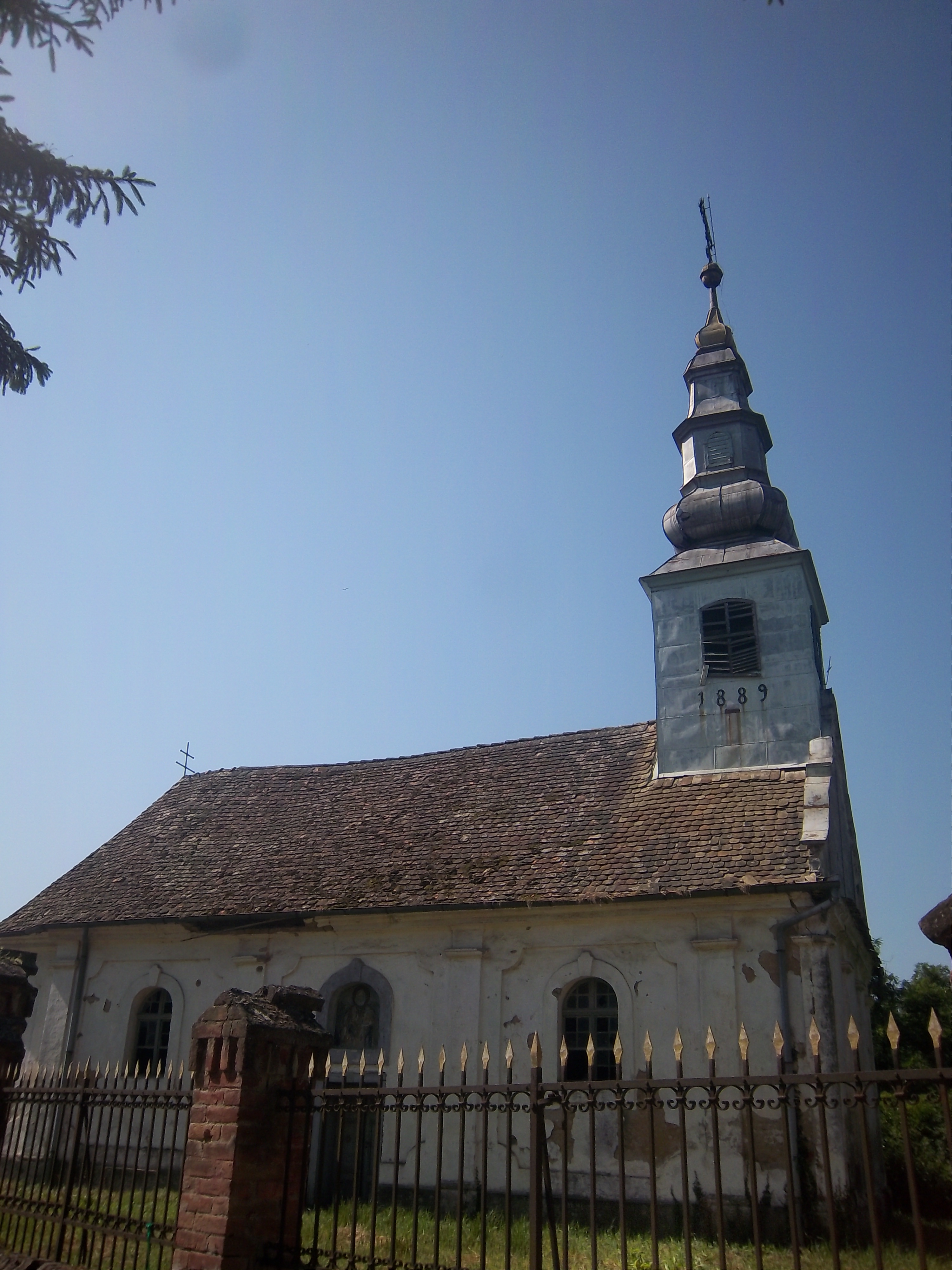